# Małgorzata Beata Lewandowska
Małgorzata Beata Lewandowska – polska reżyser, profesor sztuk muzycznych.

## Życiorys
W 1977 r. ukończyła studia reżyserii dźwięku w Państwowej Wyższej Szkole Muzycznej w Warszawie, w 2012 r. uzyskała tytuł profesora sztuk muzycznych Jest pracownikiem naukowym w Katedrze Reżyserii Dźwięku na Wydziale Reżyserii Dźwięku Uniwersytetu Muzycznego Fryderyka Chopina.